# Wohnhaus Schnoor 17

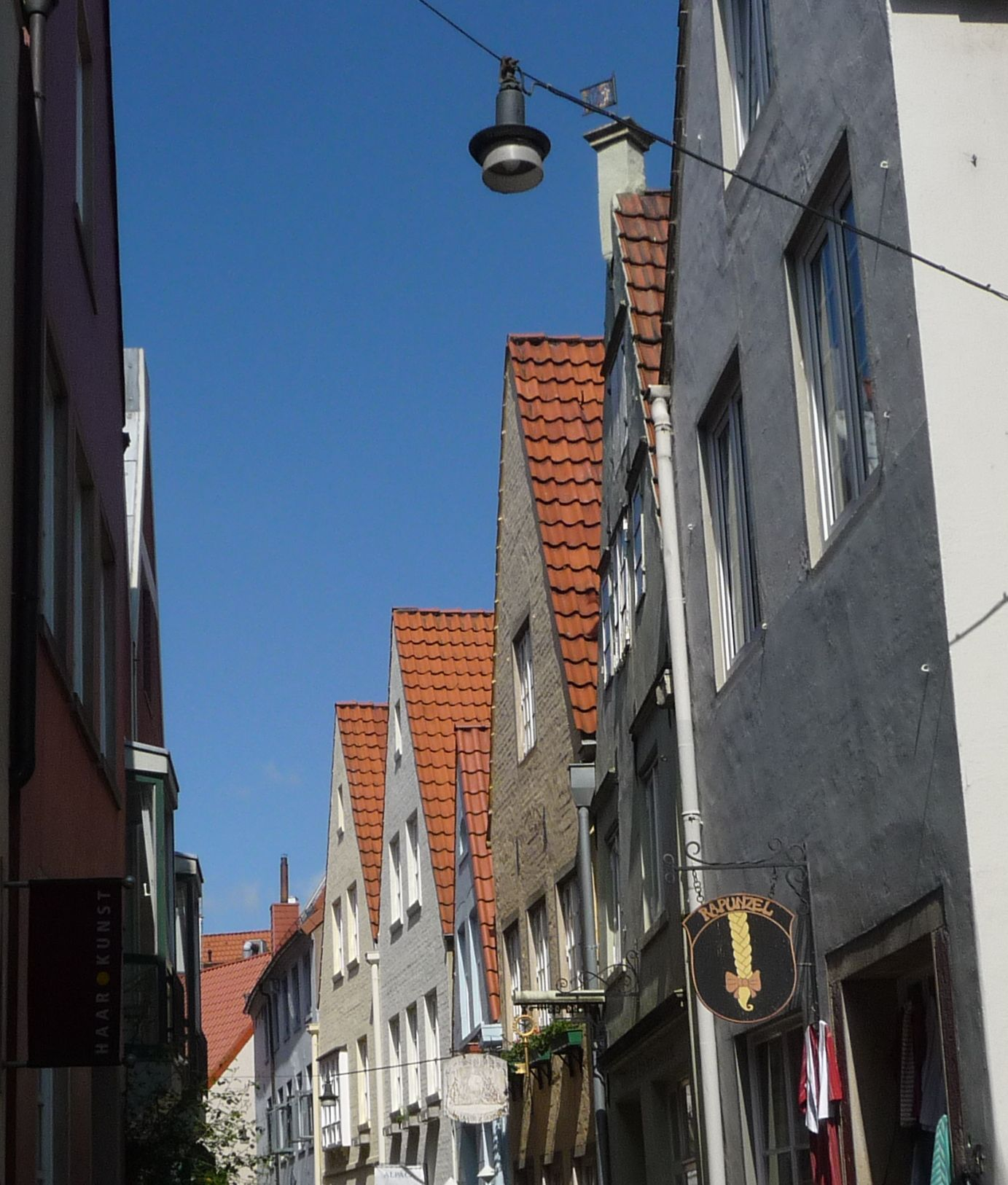
Schnoor 17, vorne

Das Wohnhaus Schnoor 17 befindet sich in Bremen, Stadtteil Mitte im  Schnoorviertel, Schnoor 17 Ecke Süsterstraße 9. Es entstand um 1750.
Das Gebäude steht seit 1973 unter Bremer Denkmalschutz.

## Geschichte
Die ursprüngliche Bevölkerung des Schnoors bestand überwiegend aus Flussfischern und Schiffern. In der Epoche des Klassizismus und des Historismus entstanden von um 1800 bis 1890 die meisten oft kleinen Gebäude. Im weiteren Verlauf wurde es zum Arme-Leute-Viertel, das in weiten Bereichen verfiel – vor allem nach dem Zweiten Weltkrieg.
1959 wurde von der Stadt ein Ortsstatut zum Schutz der erhaltenswerten Bausubstanz beschlossen. Die Häuser wurden dokumentiert und viele seit den 1970er Jahren unter Denkmalschutz gestellt. Ab den 1960er Jahren fanden mit Unterstützung der Stadt Sanierungen, Lückenschließungen und Umbauten im Schnoor statt.
Das dreigeschossige, verputzte, bescheidene Giebelhaus mit einem Satteldach wurde um 1750 in der Epoche des Barocks gebaut. 1815, in der Zeit des Klassizismus, erfolgte die Aufstockung. Nur das Portal zeigt äußere Spuren der Vergangenheit. Das Haus wurde umgebaut und saniert.

Heute (2018) wird das Haus durch einen Laden (Rapunzel), Büros und zum Wohnen genutzt.
Der niederdeutsche Straßenname Schnoor (Snoor) bedeutet Schnur: Hier stehen die Häuser wie an einer Schnur aufgereiht. Der Name kam aber durch das Schiffshandwerk und der Herstellung von Seilen und Taue (= Schnur). 